# مصيات
مصيات قرية تتبع ناحية العنازة في شمال شرق منطقة بانياس التابعة لمحافظة طرطوس.